# Motorradgottesdienst

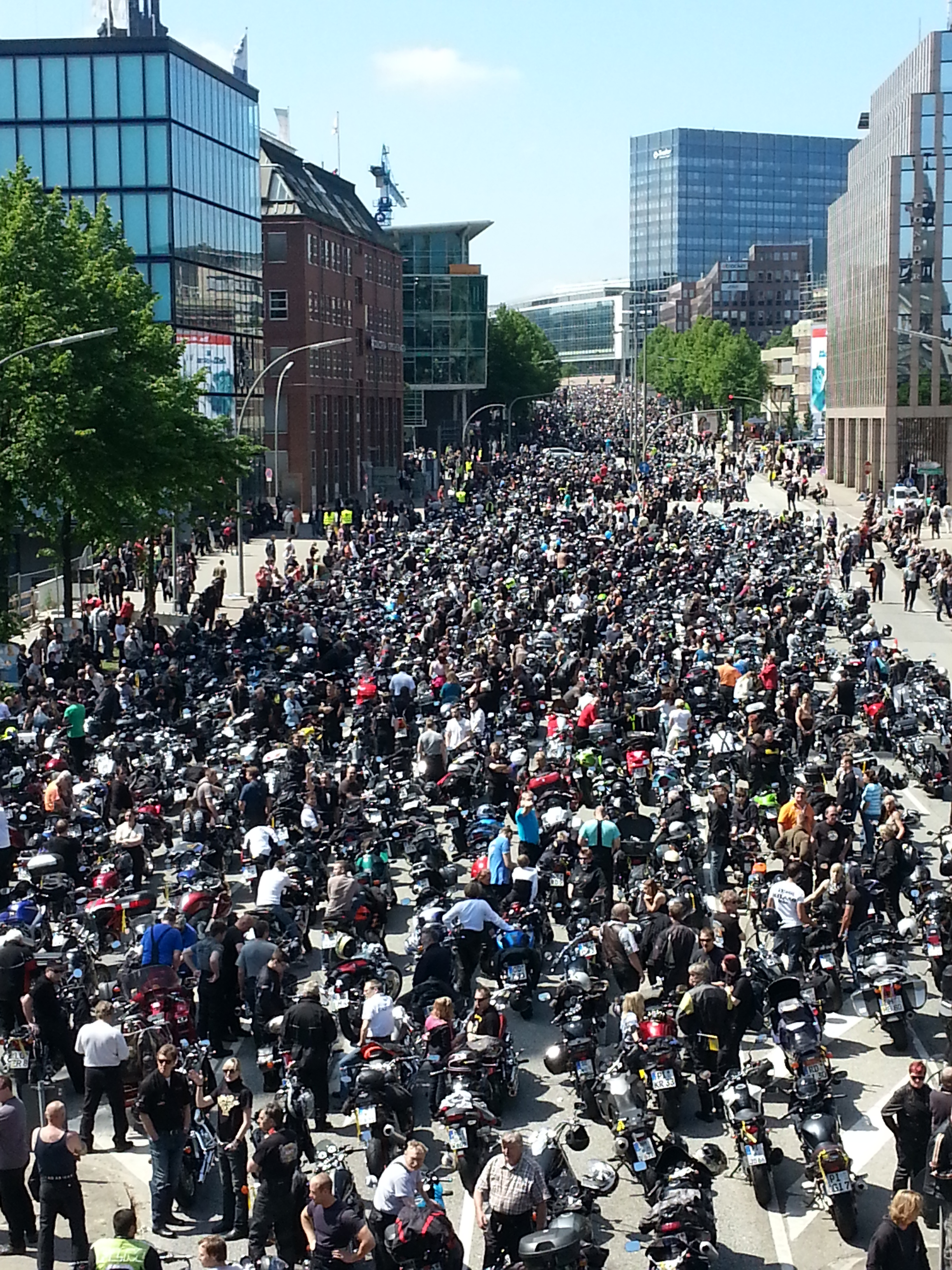
Motorradgottesdienst Hamburg 2013

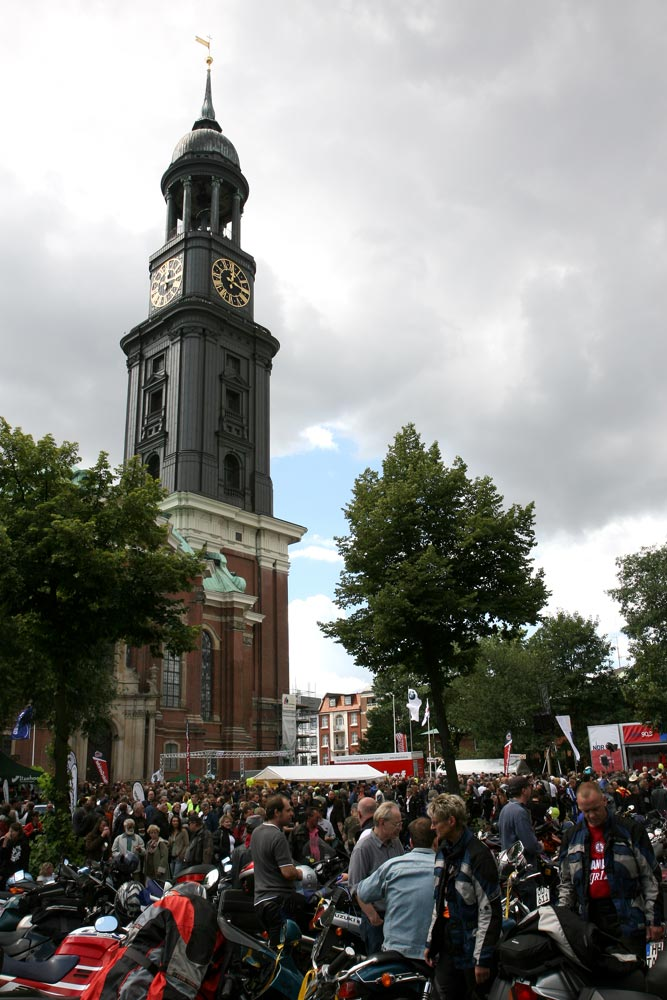
Motorradgottesdienst Hamburg 2007

Ein Motorradgottesdienst bzw. Motorradfahrergottesdienst (MoGo) ist eine zielgruppenorientierte Gottesdienstform, mit dem Zweck, Motorradfahrern, darunter auch kirchendistanzierten Menschen einen auf ihre Bedürfnisse und Sprache abgestimmten Gottesdienst anzubieten.

## Ablauf
Üblicherweise wird solch ein Gottesdienst von einer christlichen Motorradfahrergruppe oder  einer Gemeinde angeboten, die entweder einen motorradbegeisterten Pfarrer/Pastor oder eine gewisse Anzahl von Bikern in ihren Reihen hat. Ebenso werden Gottesdienste für Motorradfahrer im Zuge von Motorradveranstaltungen (z. B. MEHRSi), Club-Events etc. angeboten. Daher finden die Gottesdienste nicht zwangsläufig in Kirchen statt.
Der Gottesdienst wird, je nach Prägung des Ausrichters, in mehr oder weniger traditioneller Form durchgeführt. Die Motorradfahrer nehmen selbstverständlich in Motorradkluft und mit abgesetztem Helm an dem Gottesdienst teil.
Die Motorräder und die Motorradfahrer in ihren individuellen Erscheinungen sind Bestandteil des Gottesdienstes. Eine Unterscheidung zwischen verschiedenen Motorrädern wird nicht gemacht. Als besonderes Gottesdienstelement werden z. B. farbige Bänder verteilt, die den Zusammenhalt der Biker symbolisieren. Diese werden an den Motorrädern oder als Accessoire an der Kleidung befestigt.
Bei einigen Gottesdiensten werden die Maschinen gesegnet.
Wenn möglich, wird ein Motorradgottesdienst in einer fahrerisch reizvollen Umgebung abgehalten, z. B. auf einem Bauernhof nahe einer kurvenreichen Strecke oder im Biergarten eines Bikertreffs. In anderen Fällen wird bewusst die Nähe zu einer Kirche gesucht, z. B. beim Hamburger MOGO.
Oftmals wird im Anschluss eine Konvoifahrt über eine durch die Polizei abgesperrte Strecke unternommen.
Bei dem Hamburger MOGO starten dazu bis zu 40.000 Motorräder und fahren über die eigens dafür abgesperrte Autobahn in das Hamburger Umland. Hier vergehen vom Konvoistart bis zum Passieren der letzten Motorräder 1 ½ bis 2 Stunden.

## Geschichte
Am Sonntag, dem 7. Januar 1962 um 10 Uhr hielt Pfarrer Manfred Dörr einen Gottesdienst vor Motorradfahrern, die am Elefantentreffen dieses Jahres am Nürburgring teilnehmen. Das war wohl der erste Gottesdienst speziell für Motorradfahrer. Die Gottesdienste auf dem Elefantentreffen finden seitdem bis heute statt. Eine weitere Gepflogenheit, das ehrende Gedenken der verunglückten Kameraden, nahm in diesen Jahren ebenfalls auf dem Elefantentreffen seinen Anfang.
Am 10. März 1974 führt der Berliner Pfarrer Bernd-Jürgen Hamann einen Korso von 300 Motorrädern von der Berliner Spinnerbrücke zur Kaiser-Wilhelm-Gedächtniskirche, um dort einen Trauergottesdienst für einen verunglückten Motorradfahrer abzuhalten. Seit 1975 finden in Berlin am Ende der Saison Gedenkfahrt und -gottesdienst statt. Damit wurden erstmals spezielle Gottesdienste für Motorradfahrer in einer Kirche etabliert und gemäß dem damaligen Sprachgebrauch erhielt Hamann von der Presse den Titel Rockerpfarrer.
Auf dem Deutschen Evangelischen Kirchentag 1979 in Nürnberg kooperierten die Pfarrer Hamann und Dörr und riefen zum Drive-In-Gottesdienst. 5.000 Motorradfahrer folgten der Aufforderung und ließen auf dem Hauptmarkt zum Lobe Gottes auf Kommando ihre Motoren an. Hamanns Botschaft „...bei mehr als 130 Stundenkilometern steigen die Schutzengel ab...“ wurde zum geflügelten Wort. Seit dieser Zeit haben sich Motorradgottesdienste auf dem Deutschen Evangelischen Kirchentag, der alle 2 Jahre in einer anderen deutschen Metropole stattfindet, etabliert. Meist hatten diese Drive-In-Gottesdienste vor Ort die Gründung einer christlichen Motorradgruppe nach sich gezogen, die in der Folge ihrerseits regional regelmäßig zu Motorradgottesdiensten einladen.

## Organisationen in Deutschland
Einige regionale christliche Motorradgruppen haben sich 1990 zu einem Bundesverband namens gcm-Gemeinschaft christlicher Motorradgruppen unter dem Motto „Fahre nie schneller, als Dein Schutzengel fliegen kann“ zusammengeschlossen. Die gcm gibt das Verbandsmagazin Der Kradapostel heraus und vertritt als Kirche für Motorradfahrer die Interessen von motorradfahrenden Christen in kirchlichen und motorradverbandlichen Gremien in Deutschland. Daneben gibt es auch den Verband Christlicher Motorradfahrer, der ebenfalls evangelisch-lutherisch orientiert ist. Einer der größten Motorradgottesdienste Europas ist der MOGO in Hamburg jährlich Anfang Juni.

## Aktuell
Mittlerweile finden Motorradgottesdienste aller Konfessionen immer größeren Zuspruch. Es gibt hierbei sowohl in der Gestaltung des Gottesdienstes als auch in der Größe unterschiedliche Ausprägungen. Der Bogen spannt sich von überschaubaren Gottesdiensten mit 10 Teilnehmern bis hin zum international beachteten Megaevent mit weit mehr als 35.000 Motorradfahrern.